# Sartes
Sartes ist eine französische Gemeinde im Département Vosges in der Region Grand Est (vor 2016 Lothringen). Sie gehört zum Kanton Neufchâteau im Arrondissement Neufchâteau.

## Geografie
Die Gemeinde Sartes liegt an der Grenze zum Département Haute-Marne am Fluss Mouzon, etwa 14 Kilometer südlich von Neufchâteau. Nachbargemeinden sind Pompierre im Norden, Jainvillotte im Osten, Gendreville und Outremécourt im Südosten, Sommerécourt im Süden, Bourmont-entre-Meuse-et-Mouzon im Südwesten und Harréville-les-Chanteurs im Westen.

## Bevölkerungsentwicklung
| Jahr      | 1962 | 1968 | 1975 | 1982 | 1990 | 1999 | 2008 | 2019 |
| --------- | ---- | ---- | ---- | ---- | ---- | ---- | ---- | ---- |
| Einwohner | 109  | 118  | 102  | 109  | 103  | 92   | 103  | 95   |

## Sehenswürdigkeiten
- Kirche Saint-Évence (Pietà als Monument historique geschützt)

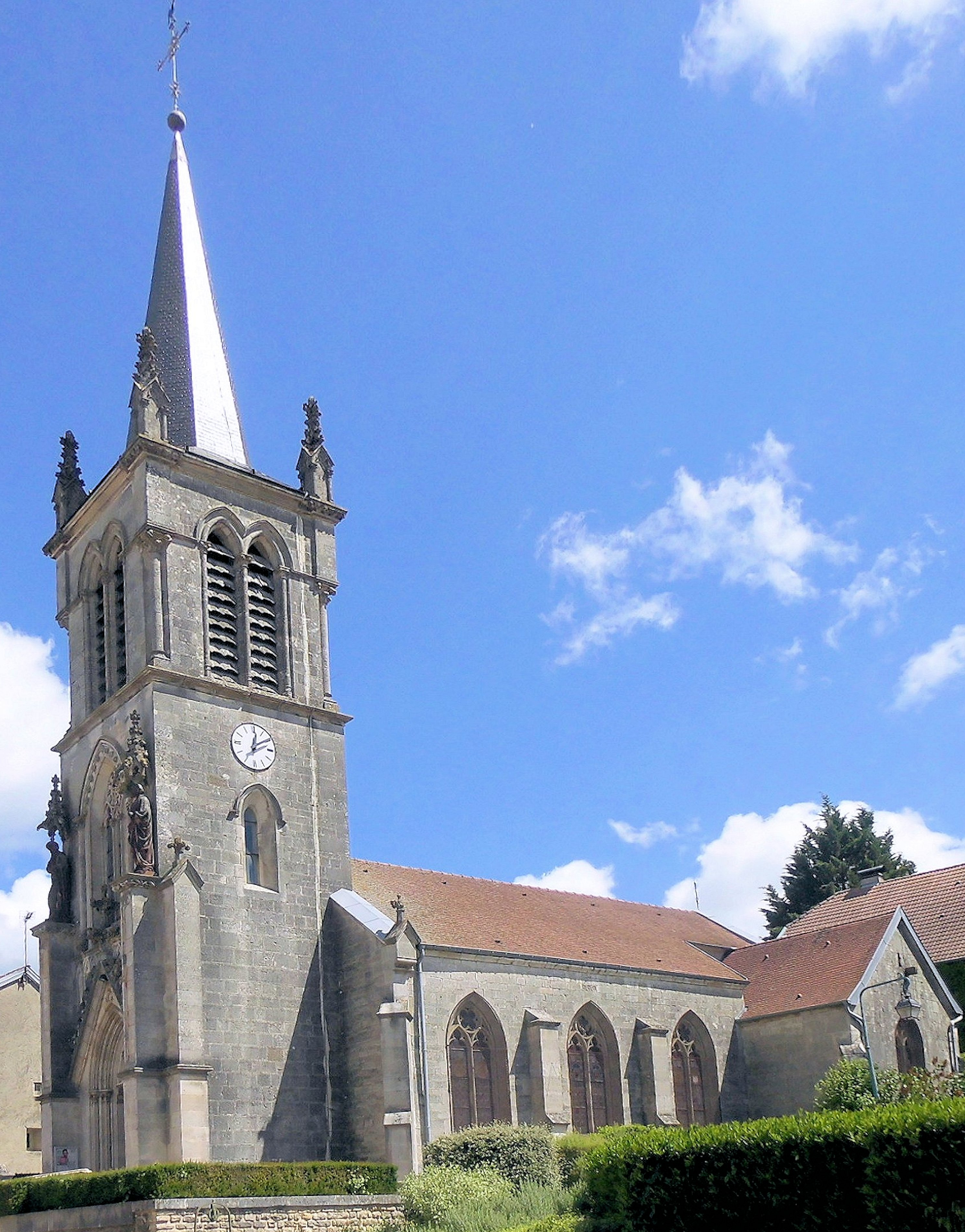
Kirche Saint-Évence
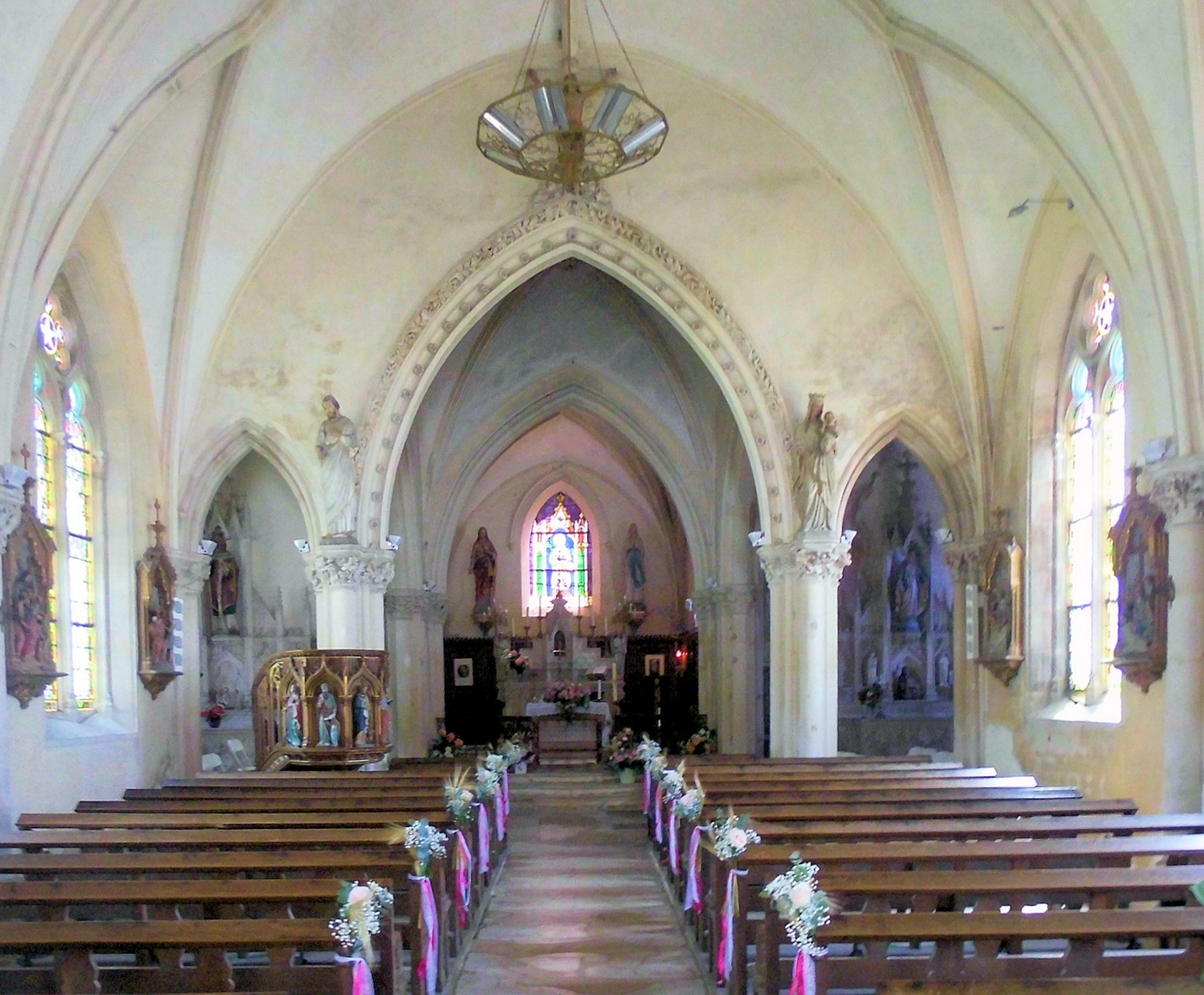
Innenraum